# Малий Соловйовськ
Малий Соловйо́вськ (рос. Малый Соловьёвск) — село у складі Борзинського району Забайкальського краю, Росія. Входить до складу Соловйовського сільського поселення.

## Історія
Село утворено 2013 року шляхом виділення з села Соловйовськ.